# Hector Zazou
Hector Zazou, rodným jménem Pierre Job, (11. července 1948 – 8. září 2008) byl francouzský hudební skladatel a producent. Mezi hudebníky, kteří s ním spolupracovali, patří například Harold Budd, John Cale, Mimi Goese, Anne Grete Preus, Laurence Revey a další. Začínal v 70. letech, kdy spolupracoval s Josephem Racaillem v projektu ZNR. V 90. letech produkoval nahrávky korsické skupiny Les Nouvelles Polyphonies Corses.
Narodil se v Alžírsku španělské matce a francouzskému otci.
Jeho poslední album In the House of Mirrors vyšlo jen několik týdnů po jeho smrti.

## Diskografie (výběr)
- Géographies (1984)
- Géologies (1989)
- Sahara Blue (1992)
- Chansons des mers froides (1994)
- Lights in the Dark (1998)
- Strong Currents (2003)
- L'Absence (2003)
- In the House of Mirrors (2008)